# Aceleração de maré

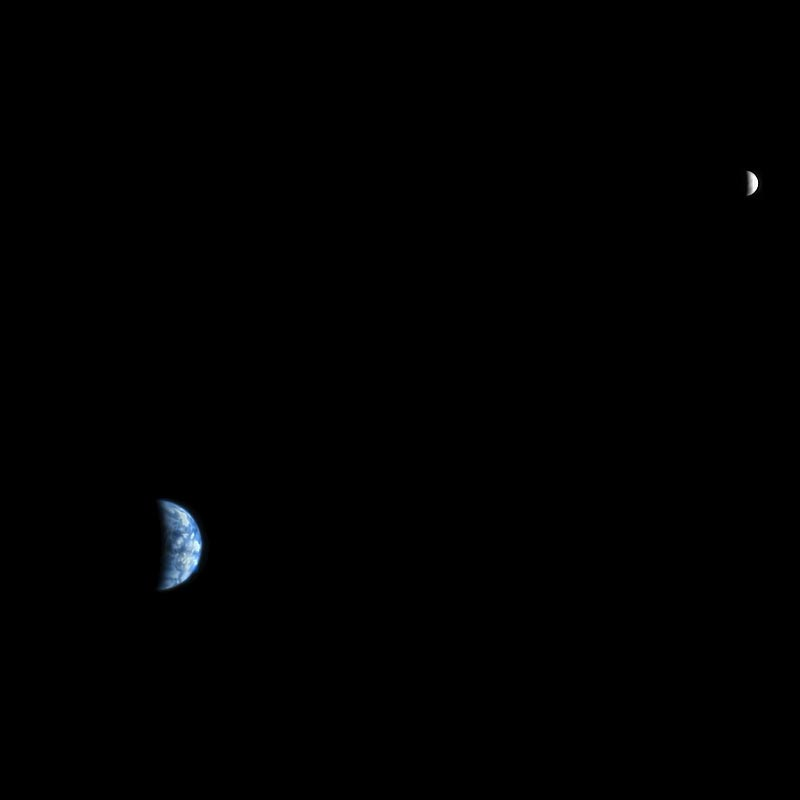
Uma imagem da Terra e Lua a partir de Marte. A presença da Lua (que possui cerca de 1/81 da massa da Terra) está diminuindo a velocidade de rotação da Terra e aumentando a duração do dia em aproximadamente 2 ms a cada século.

Aceleração de maré é um efeito das forças de maré entre um satélite natural (a Lua, por exemplo) e o planeta primário que ele orbita (por exemplo, a Terra). A aceleração provoca uma recessão gradual de um satélite que orbite no mesmo sentido do seu planeta, e uma correspondente redução da velocidade de rotação do primário. O processo leva inicialmente à sincronização da rotação do objeto menor e, mais tarde, do objeto maior. O sistema Terra-Lua é o caso mais bem estudado.
O processo similar de desaceleração de maré ocorre para satélites que possuem um período orbital menor do que o do primário, ou que o orbitem em sentido retrógrado.
O nome provoca alguma confusão, uma vez que a velocidade real do satélite é “reduzida” como efeito da aceleração de maré e “aumentada” como resultado da desaceleração de maré.

## Sistema Terra-Lua

### História da descoberta da aceleração secular
Edmond Halley foi o primeiro a sugerir, em 1695, que o movimento médio da Lua estava ficando aparentemente mais rápido, por comparação com antigas observações de eclipses, mas ele não forneceu dados (ainda não era sabido, na época de Halley, que o que estava realmente acontecendo incluía uma diminuição da velocidade de rotação da Terra. Quando medido como função do tempo solar aparente em lugar do tempo uniforme, o efeito aparece como uma aceleração positiva}. Em 1749, Richard Dunthorne confirmou a suspeita de Halley depois de reexaminar registros antigos, e produziu a primeira estimativa quantitativa para o tamanho deste efeito aparente: uma taxa secular de +10 segundos de arco na longitude lunar, o que é um resultado surpreendentemente preciso para o seu tempo, não diferindo grandemente dos valores encontrados mais tarde, como, por exemplo, em 1786 por de Lalande, e comparável com os valores de 10° a quase 13° obtidos cerca de um século depois.
Pierre Simon Laplace produziu em 1786 uma análise teórica dando uma base segundo a qual o movimento médio da Lua deveria se acelerar em reação a mudanças perturbadoras na excentricidade da órbita da Terra ao redor do Sol. O cálculo inicial de Laplace contemplou o efeito total, parecendo assim amarrar habilmente a teoria com as observações antigas e modernas.
Entretanto, em 1854, John Couch Adams fez com que a questão fosse reaberta ao encontrar um erro nos cálculos de Laplace: verificou-se que somente cerca de metade da aceleração aparente da Lua poderia ser considerada nas bases de Laplace pela mudança na excentricidade orbital da Terra. O achado de Adams provocou uma grande controvérsia astronômica que durou alguns anos, mas o acerto deste resultado, com a concordância de outros astrônomos matemáticos como Charles-Eugène Delaunay, foi afinal aceito. A questão dependia da correta análise dos movimentos lunares, e recebeu uma complicação adicional com outra descoberta, na mesma época, de que outra perturbação significativa de longo prazo que havia sido calculada para a Lua (supostamente devido à ação de Vênus) estava também errada, tendo-se descoberto, no reexame, que era quase desprezível, e na prática tinha que desaparecer da teoria. Uma parte da resposta foi sugerida independentemente em 1860 por Delaunay e por William Ferrel: o retardo por maré da velocidade de rotação da Terra estava alongando a unidade de tempo e causando uma aceleração lunar que era apenas aparente.
Levou algum tempo para a comunidade astronômica aceitar a realidade e a escala dos efeitos de maré. Mas ao final ficou claro que três efeitos estão envolvidos, quando medidos em termos do tempo solar aparente. Além dos efeitos das mudanças perturbadoras na excentricidade orbital da Terra, conforme encontrado por Laplace e corrigido por Adams, há dois efeitos de maré (uma combinação primeiramente sugerida por Emmanuel Liais). Primeiro, há um retardo real da velocidade angular de movimento orbital da Lua, devido à troca, provocada por maré, de momento angular entre a Terra e a Lua. Isto aumenta o momento angular da Lua em torno da Terra e move a Lua para uma órbita mais alta com velocidade orbital mais baixa. Em segundo lugar, há um aparente aumento na velocidade angular do movimento orbital da Lua (quando medida em termos do tempo solar aparente). Isto deriva da perda de momento angular pela Terra e o consequente aumento no comprimento do dia.

Um diagrama do sistema Terra-Lua mostrando como a protuberância provocada pela maré é empurrada pela rotação da Terra. Este deslocamento da protuberância exerce um torque líquido sobre a Lua, impulsionando-a ao mesmo tempo em que desacelera a rotação da Terra.

### Efeito da gravidade da Lua
Como a massa da Lua é uma fração considerável da massa da Terra (por volta de 1:81), os dois corpos podem ser vistos como um sistema planetário duplo, em vez de um planeta com um satélite. O plano da órbita da Lua está próximo ao plano da órbita da Terra em torno do Sol (a eclíptica), em lugar de um plano perpendicular ao eixo de rotação da Terra (o equador), como normalmente acontece com satélites planetários. A massa da Lua é suficientemente grande (e ela está suficientemente próxima) para provocar marés sobre a Terra. Em particular, a água dos oceanos torna-se saliente em direção à Lua. A protuberância média pela maré está sincronizada com a órbita da Lua, e a Terra gira sob esta protuberância ao longo de um dia. Entretanto, a rotação arrasta a posição da protuberância à frente da posição diretamente sob a Lua. Como consequência, existe uma quantidade substancial de massa na protuberância que é deslocada da linha que liga os centros da Terra e da Lua. Por causa deste deslocamento, uma porção do empuxo gravitacional entre as protuberâncias de maré da Terra e a Lua é perpendicular à linha Terra-Lua, isto é, existe um torque entre a Terra e a Lua. Isto impulsiona a Lua em sua órbita e desacelera a rotação da Terra.
Como resultado deste processo, o dia solar médio, que tem a duração nominal de 86 400 segundos, está na verdade se tornando mais longo quando medido em segundos do Sistema Internacional de Unidades (SI), com relógios atômicos estáveis (o segundo SI, quando foi adotado, já era um pouco mais curto do que o valor corrente do segundo do tempo solar aparente. A pequena diferença se acumula todos os dias, o que leva a uma crescente diferença entre o tempo dos nossos relógios (Tempo Universal), de um lado, e o Tempo Atômico Internacional e o Tempo de Efeméride, de outro lado. Isto torna necessário inserir um segundo adicional ocasionalmente, em intervalos irregulares.
Adicionalmente ao efeito das marés oceânicas, existe também uma aceleração de maré devido à flexão da crosta terrestre, mas esta contribui com apenas 4% do efeito total, quando expresso em termos de dissipação de calor.
Se outros efeitos fossem ignorados, a aceleração de maré continuaria até que o período de rotação da Terra igualasse o da Lua. Nesse momento, a Lua estaria sempre acima de um único local fixo na Terra. Esta situação já existe no sistema Plutão-Caronte. Entretanto, a redução da velocidade de rotação da Terra não ocorre suficientemente rápido para a rotação atingir um mês antes que outros efeitos tornem isto irrelevante: daqui a aproximadamente 2,1 bilhões de anos, o contínuo aumento da radiação do Sol causará provavelmente a vaporização dos oceanos, removendo a maior parte da fricção e aceleração de maré. Mesmo sem isto, a desaceleração para um dia com um mês de duração ainda não seria atingida no prazo de 4,5 bilhões de anos, quando o Sol provavelmente evoluirá para uma gigante vermelha, destruindo a Terra e a Lua.
A aceleração de maré é um dos poucos exemplos na dinâmica do Sistema Solar da chamada “perturbação secular” de uma órbita, isto é, uma perturbação que aumenta continuamente com o tempo e não é periódica. Até uma alta ordem de aproximação, perturbações gravitacionais mútuas entre planetas maiores ou menores somente causam variações periódicas em suas órbitas, isto é, os parâmetros variam entre valores máximos e mínimos. O efeito de maré origina um termo quadrático nas equações, o que leva a crescimento sem limite. Nas teorias matemáticas das órbitas planetárias que formam a base das efemérides, ocorrem termos seculares quadráticos e de ordens maiores, mas esses são em sua maioria expansões de Taylor de termos periódicos com tempos muito longos. A razão pela qual os efeitos de maré são diferentes é que, ao contrário de perturbações gravitacionais distantes, a fricção é uma parte essencial da aceleração de maré, e leva à perda permanente de energia pelo sistema dinâmico na forma de calor. Em outras palavras, nós não temos um sistema hamiltoniano aqui.

### Momento angular e energia
O torque gravitacional entre a Lua e a protuberância de maré da Terra faz com que a Lua seja constantemente transferida para uma órbita ligeiramente mais alta e que a Terra tenha sua velocidade de rotação desacelerada. Como em qualquer processo físico dentro de um sistema isolado, a energia total e o momento angular são conservados. Efetivamente, a energia e o momento angular são transferidos da rotação da Terra para o movimento orbital da Lua, entretanto a maior parte da energia perdida pela Terra (-3,321 TW) é convertida em calor nas perdas por fricção nos oceanos e suas interações com a Terra sólida, e somente cerca de 1/30 (+0,121 TW) é transferida para a Lua. A Lua se move para mais longe da Terra (+38,247±0,004 mm/ano),  logo sua energia potencial (no poço gravitacional da Terra) aumenta. Ela permanece em órbita e, de acordo com a terceira lei de Kepler, decorre que sua velocidade angular diminui, logo a ação de maré na Lua na verdade causa uma desaceleração angular, isto é, uma aceleração negativa (-25.858±0.003 "/século2) de sua rotação em torno da Terra. A velocidade real da Lua também diminui. Apesar de sua energia cinética diminuir, a sua energia potencial aumenta em um valor maior.
O momento angular rotacional da Terra diminui e, consequentemente, o comprimento do dia aumenta. A maré “total” elevada na Terra pela Lua é arrastada à frente da Lua pela rotação muito mais rápida da Terra. Fricção de maré é requerida para arrastar e manter a protuberância à frente da Lua, e ela dissipa como calor o excesso de energia da troca de energia rotacional e orbital entre a Terra e a Lua. Se a fricção e a dissipação de calor não existissem, a força gravitacional da Lua sobre a protuberância de maré rapidamente (em dois dias) levaria a maré a sincronizar com a Lua, e esta não mais retrocederia. A maior parte da dissipação ocorre em uma turbulenta camada limite do fundo de mares rasos, como a plataforma europeia em torno das Ilhas Britânicas, a plataforma da Patagônia na Argentina e o mar de Bering.
A dissipação de energia por fricção de maré é em média de 3,75 terawatts, dos quais 2,5 terawatts se referem ao componente lunar principal M2 e o restante a outros componentes, tanto lunares quanto solares.
Uma “protuberância de maré de equilíbrio” na verdade não existe na Terra porque os continentes não permitem que esta solução matemática ocorra. As marés oceânicas na realidade giram em torno das bacias oceânicas como vastos giros em torno de diversos “pontos anfidrômicos”, onde não existe maré. A Lua atrai cada ondulação individual à medida que a Terra gira – algumas ondulações estão à frente da Lua, outras estão atrás dela, enquanto outras estão em uma ou outra posição. As protuberâncias que realmente existem para a Lua atrair (e que atraem a Lua) são o resultado líquido da integração das ondulações reais ao longo dos oceanos de todo o mundo. A maré “líquida” (ou “equivalente”) de equilíbrio tem uma amplitude de apenas 3,23 cm, que é totalmente sobrepujada pelas marés oceânicas, que podem exceder a um metro.

### Evidência histórica
Este mecanismo vem funcionando há 4,5 bilhões de anos, desde que os oceanos se formaram na Terra. Existe evidência geológica e paleontológica de que a Terra girava mais rápido e que a Lua era mais próxima da Terra no passado remoto. Ritmitos de maré são camadas alternadas de areia e sedimentos lançados ao mar em estuários que têm grandes fluxos de maré. Ciclos diários, mensais e sazonais podem ser encontrados nos depósitos. Este registro geológico é consistente com essas condições há 620 milhões de anos: o dia tinha 21,9±0,4 horas e havia 13,1±0,1 meses sinódicos/ano e 400±7 dias solares/ano. O comprimento do ano permaneceu virtualmente inalterado durante este período, porque não existe evidência de que a constante gravitacional tenha se alterado. A taxa média de recessão da Lua daquela época até hoje foi de 2,17±0,31 cm/ano, que é cerca de metade da taxa atual.

### Descrição quantitativa do caso Terra-Lua
O movimento da Lua pode ser acompanhado com precisão de alguns centímetros pelo Lunar Laser Range (LLR), sistema pelo qual pulsos de laser são refletidos por espelhos que foram colocados na superfície da Lua durante as missões do Programa Apollo de 1969 a 1972 e pelo Lunokhod 2 em 1973. A medição do tempo de retorno do pulso permite cálculos muito precisos da distância, que são ajustados às equações de movimento, permitindo a obtenção de valores numéricos para a desaceleração secular da Lua e na longitude e taxa de variação do semieixo maior da elipse Terra-Lua. No período 1970-2012, os resultados são:
−25,82±0,03 segundos de arco/século2 em longitude eclíptica
+38,08±0,04 mm/ano na distância média Terra-Lua.
Isto é consistente com resultados de satellite laser ranging (SLR), uma tecnologia similar aplicada a satélites artificiais orbitando a Terra, que permite chegar a um modelo para o campo gravitacional da Terra, inclusive o das marés. O modelo prediz com precisão as mudanças no movimento da Lua.
Finalmente, observações antigas de eclipses solares dão posições razoavelmente precisas para a Lua naqueles momentos. Estudos dessas observações dão resultados consistentes com os valores citados acima.
A outra consequência da aceleração de maré é a desaceleração da rotação da Terra. A rotação da Terra é um tanto errática em todas as escalas de tempo (de horas a séculos) devido a diversas causas. O pequeno efeito de maré não pode ser observado em um período curto, mas o efeito cumulativo na rotação da Terra, medido com um relógio estável (tempo de efeméride, tempo atômico), de um complemento de mesmo poucos milissegundos todo dia se torna facilmente perceptível em alguns séculos. Desde algum evento no passado remoto, mais dias e horas passaram (medidos em rotações completas da Terra) (Tempo Universal) do que seria medido por relógios estáveis calibrados no atual maior comprimento do dia (tempo de efeméride). Isto é conhecido como Delta T (ΔT). Valores recentes podem ser obtidos no Serviço Internacional de Sistemas de Referência e Rotação da Terra. Também está disponível uma tabela do comprimento real do dia nos últimos séculos.
A partir da mudança observada na órbita da Lua, pode ser calculada a correspondente mudança no comprimento do dia:
+2.3 ms/século
Entretanto, considerando-se registros históricos ao longo dos últimos 2700 anos, o seguinte valor médio é encontrado:
+1.70 ± 0.05 ms/século
O valor cumulativo correspondente é uma parábola com coeficiente T2 (tempo em séculos ao quadrado) de:
ΔT = +31 s/século2
Em oposição à desaceleração de maré da Terra, existe um mecanismo que na verdade está acelerando a rotação. A Terra não é uma esfera, e sim um elipsoide achatado nos polos. A SLR mostrou que este achatamento está decrescendo. A explicação é que durante a era do gelo grandes massas de gelo se agruparam nos polos, comprimindo as rochas abaixo. A massa de gelo começou a desaparecer há mais de 10 mil anos, mas a crosta da Terra ainda não está em equilíbrio hidrostático e está ainda se recuperando (o tempo de relaxamento é estimado em cerca de 4 mil anos). Como consequência, o diâmetro polar da Terra aumenta, e como a massa e densidade continuam as mesmas, o volume é o mesmo; portanto, o diâmetro equatorial está decrescendo. Com isso, a massa se move mais perto do eixo de rotação da Terra, o que significa que o seu momento de inércia está diminuindo. Como o momento angular permanece constante durante este processo, a velocidade de rotação aumenta. Este é o bem-conhecido fenômeno de um patinador que gira mais rápido quando fecha os seus braços. A partir da mudança observada no momento de inércia, a aceleração da rotação pode ser calculada: o valor médio ao longo do período histórico deve ter sido de cerca de -0,06 ms/século. Isto explica grandemente as observações históricas.

## Outros casos de aceleração de maré
A maioria dos satélites naturais dos planetas sofre aceleração de maré em algum grau (geralmente pequeno), com exceção de duas classes de corpos desacelerados pela maré. Na maior parte dos casos, entretanto, o efeito é suficientemente pequeno para que mesmo depois de bilhões de anos a maior parte dos satélites não será realmente perdida. O efeito é provavelmente mais pronunciado para a segunda lua de Marte, Deimos, que pode se tornar um asteroide a cruzar a órbita da Terra depois de se livrar do domínio de Marte. O efeito também ocorre entre componentes diferentes em uma estrela binária.

## Desaceleração de maré
Isto ocorre de duas formas:
1) Satélites rápidos: algumas luas internas de planetas gigantes gasosos e Fobos orbitam dentro do raio de órbitas síncronas, de modo que seu período orbital é menor do que a rotação dos seus planetas. Em outras palavras, eles giram em torno do planeta mais rápido do que o próprio planeta. Neste caso a protuberância de maré provocada pela lua no planeta é atrasada em relação à lua, e age para desacelerá-la em sua órbita. O efeito final é o decaimento da órbita da lua, de modo que ela gradualmente cai em espiral em direção ao planeta. A rotação do planeta também se acelera ligeiramente no processo. No futuro distante essas luas se chocarão com o planeta ou cruzarão seu limite de Roche e se partirão em fragmentos.  Entretanto, todas essas luas no Sistema Solar são corpos muito pequenos e as protuberâncias de maré formadas por elas no planeta são também pequenas, logo o efeito é geralmente fraco e a órbita decai lentamente. As luas afetadas são:
- Em torno de Marte: Fobos
- Em torno de Júpiter: Métis e Adrasteia
- Em torno de Saturno: nenhuma, com exceção das partículas dos anéis (como Júpiter, Saturno gira muito rápido, mas não tem satélites suficientemente próximos)
- Em torno de Urano: Cordélia, Ofélia, Bianca, Créssida, Desdêmona, Julieta,  Pórcia, Rosalinda, Cupido, Belinda e Perdita
- Em torno de Netuno:  Náiade, Talassa, Despina, Galateia e Larissa

Há hipóteses de que quando o Sol se tornar uma gigante vermelha, sua rotação na superfície será muito mais lenta, o que causará desaceleração por maré de todos os planetas remanescentes.
2) Satélites retrógrados: todos os satélites retrógrados experimentam desaceleração de maré em algum grau, porque o movimento orbital da lua e a rotação do planeta estão em direções opostas, provocando forças restauradoras a partir das protuberâncias de maré. Uma diferença para o caso anterior de “satélite rápido” é que a rotação do planeta também é reduzida e não aumentada (o momento angular também é conservado, porque neste caso os valores para a rotação do planeta e a revolução do satélite têm sinais opostos). O único satélite no Sistema Solar para o qual este efeito não é desprezível é Tritão, uma lua de Netuno. Todos os outros satélites retrógrados estão em órbitas distantes e as forças de maré entre eles e o planeta são desprezíveis.
Acredita-se que Vênus não possua satélites principalmente porque quaisquer satélites hipotéticos teriam sofrido desaceleração há muito tempo, por qualquer motivo; Vênus tem uma rotação retrógrada e muito lenta.